# Lake Cargelligo
Lake Cargelligo är en ort i Australien. Den ligger i kommunen Lachlan och delstaten New South Wales, i den sydöstra delen av landet, omkring 450 kilometer väster om delstatshuvudstaden Sydney. Antalet invånare är 1 288.
Trakten runt Lake Cargelligo är nära nog obefolkad, med mindre än två invånare per kvadratkilometer.. Det finns inga andra samhällen i närheten. 
Omgivningarna runt Lake Cargelligo är i huvudsak ett öppet busklandskap. Genomsnittlig årsnederbörd är 522 millimeter. Den regnigaste månaden är februari, med i genomsnitt 105 mm nederbörd, och den torraste är oktober, med 13 mm nederbörd.